# Akaniaceae
Akaniaceae Stapf è una famiglia di piante angiosperme dell'ordine Brassicales.

## Tassonomia
La famiglia comprende i seguenti generi:
- Akania Hook.f.
- Bretschneidera Hemsl.